# Tízmilliárd kilométeres nagyságrend
Ez a lap a különböző nagyságrendek összehasonlítását segíti elő, 1013 és 1014 méter közötti hosszúságokat (szélességeket, magasságokat, mélységeket, átmérőket, távolságokat) sorolja fel. Az összes nagyságrendet átfogó lista a Nagyságrendek listája (hosszúság) szócikkben található meg.

## Értékek
1013 m egyenlő az alábbiakkal:
- 10 Tm (teraméter)
- 10 milliárd km
- 67 csillagászati egység (közelítőleg)

## Csillagászat
- 1,06·1013 m (71 CSE): a Pioneer–11 távolsága 2006 márciusában
- 1,14·1013 m (76 CSE): a Szedna perihéliumi távolsága
- 1,18·1013 m (79 CSE): a Voyager–2 távolsága 2006 márciusában
- 1,35·1013 m (90 CSE): a Pioneer–10 távolsága 2006 márciusában
- 1,4·1013 m (93 CSE): a Naprendszer becsült átmérője
- 1,47·1013 m (98 CSE): a Voyager–1 távolsága 2006 márciusában
- 2,59·1013 m (172 CSE): egy fénynap
- 5,57·1013 m (371 CSE): a Hale–Bopp-üstökös aphéliuma